# Trichotosia gracilis
Trichotosia gracilis là một loài thực vật có hoa trong họ Lan. Loài này được (Hook.f.) Kraenzl. miêu tả khoa học đầu tiên năm 1911.